# بوب كيهو
بوب كيهو (بالإنجليزية: Bob Kehoe)‏ (1928 بسانت لويس في الولايات المتحدة - 4 سبتمبر 2017) هو مدرب كرة قدم ولاعب كرة قدم أمريكي في مركز الدفاع. شارك مع منتخب الولايات المتحدة لكرة القدم. أما مع النوادي، فقد لعب مع سانت لويس ستارز وSt. Louis Kutis S.C. ‏.

## مسيرته الكروية
لعب بوب كيهو خلال مسيرته الاحترافية مع نادِ واحدٍ في موسم واحد ولم يسجل خلالها أي هدف ضمن مباراة. ولم يفز بأي موسم بالكأس أو بالدوري.
خاض بوب كيهو مسيرته مع نادي سانت لويس ستارز ما بين عامي 1968 و1969 لمدة موسم واحد، مشاركًا في مباراة ولم يسجل أي هدف.

## وصلات خارجية
- بوب كيهو على موقع قاعدة بيانات كرة القدم.إي يو (الإنجليزية)
- بوب كيهو على موقع ناشيونال فوتبول تيمز (الإنجليزية)
- بوب كيهو على موقع قاعة ميسوري للمشاهير الرياضية (الإنجليزية)